# Luís Vieira-Baptista
Luís Vieira-Baptista, (Lisboa, 15 de Fevereiro de 1954) é um pintor Português. Foi o criador do Visionismo.

## Biografia
Por causa da guerra em África, trocou o curso de arquitectura que estava a seguir, por uma comissão de 7 anos na Marinha Mercante. assim que saiu da Marinha, tirou o Curso de Desenho com Modelo Vivo efectuado pela Sociedade Nacional de Belas Artes de Lisboa.
A sua primeira exposição individual foi no Casino Estoril em 1975.
Posteriormente, em 1985, foi viver para a Suíça. No ano de 1989, faz uma exposição em Toronto, no Canadá, na Galeria Almada Negreiros. O título da exposição, era “A Vida é um Jogo” e apresentou pela primeira vez um novo estilo pictórico, o Visionismo. De seguida parte para Nova Iorque, onde obteve tal sucesso que vendeu todas as telas mas, ironicamente, depois da exposição o seu galerista desaparecer com as 19 telas e com o dinheiro, defraudando toda a gente.
Em 1991 apresentou o Visionismo em Portugal, numa méga exposição, no Convento do Beato, em Lisboa, com mais dois colegas, Velho e Júlio Quaresma. A partir daí, efectuou muitas outras exposições, sendo de destacar o regresso a Nova Iorque, onde obteve novamente um grande sucesso.
Em 2003, por encomenda da Câmara de Oeiras, fez uma escultura junto à praia de Santo Amaro e foi obsequiado com a medalha de mérito, grau ouro, por serviços prestados ao concelho e ao país.

## Evolução
Depois de um inicio conturbado, recebeu o reconhecimento por parte do estado Português, comprovado através da encomenda de várias obras de arte, esculturas em locais públicos, quadros para instituições publicas (SMAS de Oeiras, Museu do Mar em Cascais) e também pelo surgimento de muitos seguidores do Movimento Visionista.